# Bermensfeld

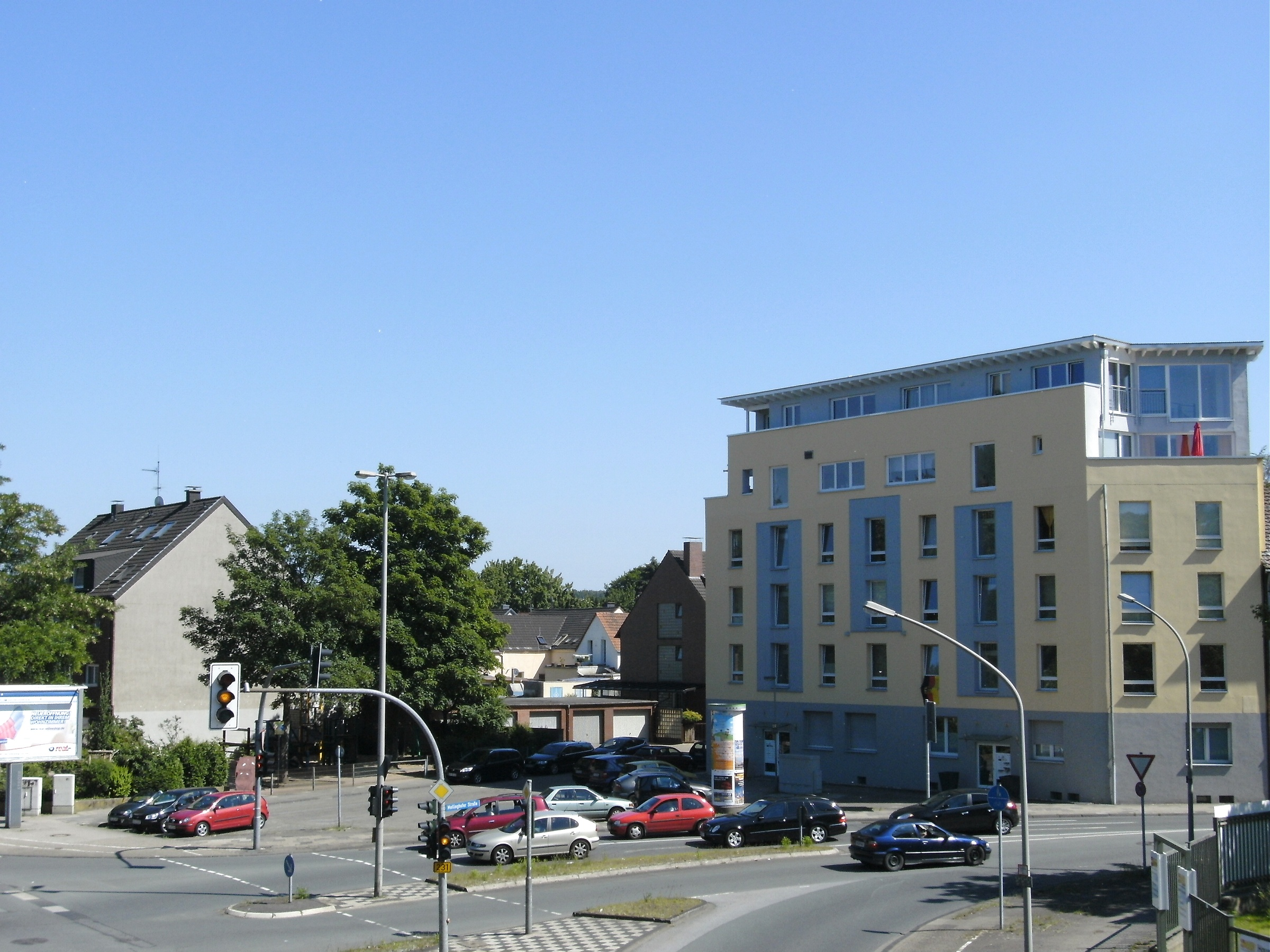
Ecke Essener / Mellinghofer Straße

Bermensfeld ist ein Oberhausener Stadtteil im Südosten des Stadtbezirks Alt-Oberhausen. Der statistische Bezirk zählte im Dezember 2023 8.498 Einwohner. Der Name des Ortsteils, der lange Zeit zum Borbecker Ortsteil Frintrop gehörte und erst 1915 zu Oberhausen kam, leitet sich von dem ehemaligen, heute nicht mehr lokalisierbaren Rittersitz Haus Bermen her, der dem Stift Essen unterstand.

## Lage
Das Kerngebiet des Stadtteils grenzt im Osten an Essen, während es an den übrigen drei Seiten von Durchgangsstraßen begrenzt wird: der Essener Straße (B 231) im Norden, der Mellinghofer Straße im Westen und der Nathlandstraße im Süden. Dem Quartier Bermensfeld im Sozialraum Oberhausen-Ost wird allerdings auch das westlich der Mellinghofer Straße gelegene Knappenviertel zugerechnet. Der Ortsteil, der bis ins 19. Jahrhundert durch Heidelandschaft und einzelne Bauernhöfe geprägt war, stellt heute überwiegend ein Wohngebiet dar. Die städtische Wohnbebauung nahm ihren Ausgang an der Ecke Essener und Mellinghofer Straße in der Nähe der ehemaligen Zollstation „Lipperheidebaum“ und unweit der dort 1857/58 in Betrieb genommenen Zeche Oberhausen. Das Viertel wurde zunehmend durch Stichstraßen ostwärts in Richtung der Essener Stadtgrenze erschlossen, wo der Grünzug um den inzwischen wieder renaturierten Läppkes Mühlenbach das Oberhausener Siedlungsgebiet von Essen-Frintrop trennt. In das städtische Verkehrsnetz ist der Stadtteil durch Buslinien des Verkehrsverbundes Rhein-Ruhr eingebunden, zudem bestehen Verbindungen nach Essen.

## Statistik
Zum 31. Dezember 2018 lebten 4.949 Einwohner in Bermensfeld.
Struktur der Bevölkerung:
- Minderjährigenquote: 14,8 % (Oberhausener Durchschnitt: 15,8 %)[5]
- Altenquote: 24,7 % (Oberhausener Durchschnitt: 21,6 %)[6]
- Ausländeranteil: 15,8 % (Oberhausener Durchschnitt: 15,4 %)[7]
- Arbeitslosenquote: 9,8 % (Oberhausener Durchschnitt: 7,8 %)[8]